# Анастасіо Сомоса Гарсіа
Анастасіо Сомоса Гарсія (ісп. Anastasio Somoza García; 1 лютого 1896 - 29 вересня 1956) — нікарагуанський державний діяч. Офіційно був 33-ім та 35-тим президентом Нікарагуа, але фактично був диктатором з 1936 року до своєї смерті.

## Біографія
Народився 1 лютого 1896 року. Син заможного власника кавових плантацій. Освіту здобув в Нікарагуа, потім у Філадельфії (США). Повернувшись в Нікарагуа, одружився з представницею багатої і дуже впливової родини Дебайле. Взяв участь у зміщенні президента А. Діаса (1926). При президенті X. Монкада (1928–1932) займав пости міністра закордонних справ і перекладача при експедиційному корпусі морської піхоти США в Нікарагуа. У 1932 американці, залишаючи Нікарагуа, поставили Сомосу командувачем новоствореної Національної гвардії. Спираючись на вірних військових, Сомоса в 1936 році скинув президента Хуана Батіста Сакас (який був дядьком дружини Сомоси) після чого був обраний президентом країни. 1 січня 1937 офіційно обійняв посаду глави держави. Встановив режим особистої влади, жорстоко придушуючи будь-які прояви опозиції. За фінансової та військової підтримки США Сомосі вдалося завдати поразки загонам Августо Сесара Сандіно. Збільшив термін перебування на посту президента з 4 до 6 років. 8 грудня 1941 оголосив війну Німеччині. У 1947 допустив обрання президентом Л. Аргуелло, але вже через місяць після інавгурації оголосив його недієздатним і знову очолив країну, а в 1950 році офіційно зайняв пост президента Нікарагуа. Встановив в країні однопартійний режим Ліберальної партії, потім дозволив діяльність Консервативної партії (з якою уклав пакт, що надавав останній певне число місць в парламенті). У 1948 взяв участь у військовій інтервенції (субсидованої США) в Коста-Рику, потім в інтервенції в Гватемалу (1954). У 1954 підписав угоду з США, яка поставила військові формування Нікарагуа під повний контроль американських військових радників. До кінця життя склав собі величезні статки, ставши найбагатшим землевласником країни.

## Вбивство
21 вересня 1956 року Рігоберто Лопес Перес скоїв замах на диктатора, вистріливши в груди Анастасіо Сомоси. Рігоберто був розстріляний охороною на місці, а Сомоса помер через 8 днів в американському шпиталі в Панамі. Його син Луїс Сомоса Дебайле продовжив шлях батька, ставши президентом і диктатором після його смерті.

## США про диктатора
Президент Франклін Рузвельт висловився приблизно в 1939 році фразою, що стала згодом крилатою: «Сомоса може бути і сучий син, але це наш сучий син». За версією історика Девіда Шмітца, однак, дослідники й архівісти президентської бібліотеки Франкліна Рузвельта не знайшли доказів, що Рузвельт зробив це твердження. Дане висловлювання вперше з'явилося 15 листопада 1948 року у випуску журналу «Тайм» і було пізніше згадано 17 березня 1960 року радіомовленням «СіБіЕс» передачею названою «Трухільйо:портрет диктатора». У цій передачі, стверджувалося, що Франклін Рузвельт зробив це висловлювання щодо Рафаеля Трухільйо з Домініканської Республіки. Таким чином, авторство і об'єкт даного твердження так і залишаються сумнівними.